# Декстер (сезон 6)
Шестой сезон сериала «Декстер», премьера которого состоялась 2 октября 2011 года на канале Showtime, и состоящего из 12 эпизодов. В этом сезоне Декстер и полиция Майами расследуют череду странных ритуальных убийств с откровенно религиозным апокалиптическим символизмом. 18 ноября 2011 года было объявлено, что «Декстер» был продлён ещё на два сезона.

## В ролях

### В главных ролях
- Майкл Си Холл — Декстер Морган
- Дженнифер Карпентер — Дебра Морган
- Десмонд Харрингтон — Джои Куинн
- Си Эс Ли — Винс Масука
- Лорен Велес — Мария ЛаГуэрта
- Дэвид Зейес — Анхель Батиста
- Джеймс Ремар — Гарри Морган

### Специально приглашённые звёзды
- Колин Хэнкс — Трэвис Маршалл
- Эдвард Джеймс Олмос — профессор Джеймс Геллар
- Мос Деф — Брат Сэм (указан как Мос во втором и третьем эпизодах, как Ясин Бей в 4-6 эпизодах)

| - Айми Гарсиа — Джейми Батиста - Билли Браун — детектив Майк Андерсон - Джош Кук — Луис Грин - Риа Килстедт — доктор Мишель Росс - Лэйси Бимен — Холли Бенсон - Джермейн Де Леон — Ник - Джефф Пирсон — заместитель шерифа Том Мэттьюс - Бри Грант — Райан Чемберс - Молли Паркер — Лиза Маршалл - Кристиан Камарго — Брайан Мозер - Мариана Клавено — Кларисса Портер - Брандо Итон — Джона Митчелл | - Кайл Дэвис — Стив Дорси - Джордана Спиро — Бет Дорси - Джон Бротертон — Джо Уокер - Кристин Миллер — Триша Биллингс - Ронни Кокс — Уолтер Кенни - Джейми Силберхатц — Эрин Бэр - У. Морган Шеппард — отец Николас Гэлвей |

## Эпизоды
| № общий | № в сезоне | Название                                             | Режиссёр         | Автор сценария                                 | Дата премьеры   | Зрители в США (млн) |
| --- | ---------- | ---------------------------------------------------- | ---------------- | ---------------------------------------------- | --------------- | ------------------- |
| 61 | 1          | «Подобные вещи» «Those Kinds of Things»              | Джон Дал         | Скотт Бак                                      | 2 октября 2011  | 2,19                |
| После последних событий прошёл год. Декстер убивает двоих врачей «скорой помощи», зарабатывавших деньги продажей органов своих пациентов. В торговой лавке у дороги находят внутренности продавца, а некоторое время спустя и его тело. Сотрудники убойного отдела обнаруживают, что убийца оставил им послание: вырезал на трупе греческие буквы альфа и омега, а также зашил в него семь змей. Масука в качестве профессора проводит занятия будущих судмедэкспертов и из них выбирает себе стажёра. Декстер решает пристроить своего двухлетнего сына в детский сад и сталкивается с проблемой вероисповедания. Марию ЛаГуэрту повышают в звании до капитана и она переходит на новое место работы, обещая порекомендовать на должность нового начальника убойного отдела Анхеля Батисту. Декстер отправляется на встречу выпускников школы. Одного из выпускников — мужчину, убившего свою жену, он выбирает своей жертвой и убивает. В ресторан, в котором обедали Куинн и Дебра (Куинн собирался сделать девушке предложение) врывается вооружённый преступник: Дебра обезвреживает его. |            |                                                      |                  |                                                |                 |                     |
| 62 | 2          | «Жили-были» «Once Upon a Time...»                    | Эс Джей Кларксон | Тим Шлаттманн                                  | 9 октября 2011  | 1,71                |
| Декстер читает сыну его любимую сказку про монстра. Куинн делает Дебре предложение, но она отказывается выйти за него, они расстаются. Декстер присматривает себе новую жертву — чернокожего убийцу, избежавшего наказания, но в данный момент являющегося священником («добрым пастырем»). Декстер убеждается, что тот действительно изменился и в качестве жертвы выбирает того, кто этому священнику угрожал смертью. После общественного резонанса с происшествием в баре звание лейтенанта и должность руководителя отдела получает Дебра. Она переживает что получила более высокую должность, чем её отец и теперь ей некому подражать. Декстер читает сыну сказку про трёх поросят и размышляет над «волками». |            |                                                      |                  |                                                |                 |                     |
| 63 | 3          | «Смоки и бандит» «Smokey and the Bandit»             | Стефан Швартц    | Мэнни Кото                                     | 16 октября 2011 | 1,50                |
| Дебра переживает о своем назначении лейтенантом и о том, что она не справится. Религиозный фанатик Трэвис Маршалл держит в плену некого Нейтана и заставляет его усердно каяться. На берегу находят труп проститутки. Декстер подозревает, что убийца — маньяк «Зубной волшебник», который уже 10 лет никого не убивал. Декстер находит «Зубного волшебника» в доме престарелых и убивает его. Декстер всё больше сближается с «братом Сэмом» — бывшим преступником, а теперь священником. Дебра, вопреки желанию капитана ЛаГуэрты, берёт на работу в отдел нового сотрудника Майка Андерсона. Куинн и Дебра выясняют отношения, и никак не могут найти общий язык. Куинн безуспешно пытается найти утешение после разрыва с Деброй в случайных связях. Серия заканчивается тем, что на улице в Майами «всадники Апокалипсиса» — лошади, на которых сидят куклы-всадники с пришитыми частями тела убитого Нейтана. |            |                                                      |                  |                                                |                 |                     |
| 64 | 4          | «Лошадь другой масти» «A Horse of a Different Color» | Джон Дал         | Лорен Гуссис                                   | 23 октября 2011 | 1,89                |
| «Брат Сэм» крестит одного из бывших преступников. Декстер дает обещание прекратить убивать, Гаррисон выживает. Убойный отдел расследует дело «четырёх всадников», сотрудники считают, что в нём есть связь с библейскими сценами. Дебра произносит речь на пресс-конференции, чем завоёвывает симпатию жителей Майами. Трэвис Маршалл прячется в заброшенной церкви с профессором Гелларом. В теплице умирает девушка «ангел» — преступники инсценировали очередную сцену из Библии. |            |                                                      |                  |                                                |                 |                     |
| 65 | 5          | «Ангел смерти» «The Angel of Death»                  | Эс Джей Кларксон | Скотт Рейнольдс                                | 30 октября 2011 | 1,80                |
| Полиция Майами подозревает профессора Геллара, эксперта по Книге откровений, в причастности к убийствам; профессора объявляют в розыск. Теперь большую часть работы приходится выполнять второму «зверю апокалипсиса», сообщнику Геллара — Трэвису Маршаллу. Детективы находят тетрадь с рисунками Геллара, по «сценарию» которых происходят убийства. Дебра начинает ходить на сеансы психотерапии; возвращает кольцо Куинну и снимает домик на побережье. Декстер выходит на след Трэвиса и нападает на него. Но поняв, что Трэвис не выполнял никакую «грязную» работу, отпускает его и начинает охотиться за Гелларом. В конце серии убивают брата Сэма. |            |                                                      |                  |                                                |                 |                     |
| 66 | 6          | «Просто отпусти» «Just Let Go»                       | Джон Дал         | Джейс Ричдейл                                  | 6 ноября 2011   | 1,98                |
| Декстер расстроен из-за гибели брата Сэма. Он вычисляет убийцу и убивает его, вопреки предсмертной просьбе брата Сэма — простить Ника. После убийства Ника Декстер начинает видеть своего умершего брата — маньяка-«ледяного убийцу» Брайана. Трэвис и профессор Геллар держат в плену девушку, которой они уготовили роли «Вавилонской блудницы» в следующей сцене-убийстве. После долгих душевных терзаний Трэвис отпускает «Вавилонскую блудницу». Дебра устраивает вечеринку по случаю своего новоселья, на которую Куинн приходит очень пьяным с какой-то девушкой. По всему видно, что он до сих пор очень сильно переживает из-за разрыва с Деб. Сестра Анхеля Джейми начинает встречаться с Луисом — интерном Масуки. |            |                                                      |                  |                                                |                 |                     |
| 67 | 7          | «Небраска» «Nebraska»                                | Ромео Тироне     | Венди Уэст                                     | 13 ноября 2011  | 1,99                |
| Декстер узнаёт, что в Небраске, где по программе защиты свидетелей живёт семья маньяка Артура «Троицы», умирает жена и дочь «Троицы». Сын Артура, Джона, утверждает, что видел, как их убил «Троица». Но Декстер знает, что это невозможно, так как «Троица» мёртв. Воображаемый Брайан уговаривает Декстера поехать в Небраску и убить Джону. Оказалось, что сестра Джоны покончила с собой из-за матери, которая была просто одержима, а Джона, в состоянии аффекта и шока от смерти сестры, убил мать. Декстер пожалел Джону и отпустил его. Брайан исчезает и на месте воображаемого попутчика Декстера снова появляется его отец. Трэвис уходит от профессора Геллара и живёт у сестры. Геллар преследует его и просит вернуться. |            |                                                      |                  |                                                |                 |                     |
| 68 | 8          | «Грех недеяния» «Sin of Omission»                    | Эрнест Дикерсон  | Арика Лизэнн Миттман                           | 20 ноября 2011  | 2,05                |
| Декстер пытается заслужить доверие Трэвиса, чтобы тот помог ему найти и убить профессора Геллара. Полиция находит труп элитной проститутки, которая умерла от передозировки наркотиков. Кто-то явно присутствовал при происшествии, но не сообщил в полицию. ЛаГуэрта настаивает на закрытии этого дела. Полиция находит труп сестры Трэвиса Маршалла в сцене «Вавилонская блудница». Декстер находит заброшенную церковь, в которой скрывается Геллар. Он находит там связанного Трэвиса, который обещает помочь убить профессора. |            |                                                      |                  |                                                |                 |                     |
| 69 | 9          | «Добраться до Геллара» «Get Gellar»                  | Сит Манн         | Карен Кэмпбелл                                 | 27 ноября 2011  | 1,89                |
| Декстер прячет Трэвиса в отеле. Он считает, что следующей жертвой Геллара станет некий профессор Кейси, убеждённый атеист и ярый противник Геллара. Декстер и Трэвис устраивают засаду, но всё идёт не по плану. Профессора Кейси находят убитым в аудитории. Дебра продолжает посещать сеансы психотерапии. Также она пытается распутать дело «о мёртвой проститутке», которое так настойчиво хочет закрыть ЛаГуэрта. Декстер находит замороженный труп профессора Геллара в подвале заброшенной церкви. Оказывается, всё это время профессор был мёртв, а все преступления совершал Трэвис, у которого явное психическое расстройство. Теперь Трэвис знает, что Декстеру всё известно. Сестра Анхеля, Джейми, приходит в гости к интерну Масуки — Луису. У него дома — протез руки с разноцветными ногтями, который исчез из хранилища улик в полиции. Протез фигурировал как улика в деле «Ледяного убийцы» — Брайана Мозера. |            |                                                      |                  |                                                |                 |                     |
| 70 | 10         | «Кролик Рикошет» «Ricochet Rabbit»                   | Майкл Леманн     | Джейс Ричдейл и Лорен Гуссис и Скотт Рейнольдс | 4 декабря 2011  | 1,87                |
| Трэвис ищет новых сообщников и находит их в лице Стива Дорси и его жены Бэт. Все вместе они нападают на девушку, которую Трэвис отпустил в одной из предыдущих серий, и убивают её. Дебра узнаёт, что человеком, который замешан в деле «мёртвой проститутки», является заместитель начальника полиции Мэттьюс. Он пытался оказать погибшей девушке первую помощь, но оказался бессилен и скрылся с места происшествия, дабы не запятнать свою репутацию. Декстер выслеживает яхту, на которой Трэвис с сообщниками убил девушку, и убивает там Стива Дорси. В это время Анхель Батиста приходит домой к Дорси, там на него нападает Трэвис. |            |                                                      |                  |                                                |                 |                     |
| 71 | 11         | «Поговори с рукой» «Talk to the Hand»                | Эрнест Дикерсон  | Мэнни Кото и Тим Шлаттманн                     | 11 декабря 2011 | 1,92                |
| Декстер анонимно вызывает полицию к месту причаливания яхты. Куинн добирается до дома Дорси, где обнаруживает в горящей комнате связанного Анхеля: он спасает напарника, но Трэвису удаётся скрыться. Бэт Дорси предпринимает неудачную попытку теракта в полицейском участке: дождавшись прибытия туда Дебры, она пытается распылить смертоносный газ, но узнавший Бэт Декстер вовремя изолирует девушку в комнате для допросов, где она сама гибнет. Дебра встречается с Мэттьюсом и после долгих размышлений обещает ему всё же замять дело об умершей проститутке. Однако вскоре выясняется, что об этом случае уже знает глава полиции; Мэттьюс обвиняет Дебру, но та считает, что о случае руководству намеренно доложила ЛаГуэрта. Психолог, с которой Дебра общалась последнее время, делает предположение, что та, возможно, влюблена в Декстера; оскорблённая Дебра обещает больше никогда не приходить на сеансы. Декстер предпринимает неудачную попытку схватить Трэвиса (не вовремя теряет сознание из-за попавшего в организм ядовитого газа), и сам оказывается пойманным. Трэвис оставляет его в лодке с горючими материалами и зажигает вокруг лодки ритуальный костёр в форме круга. Лодка взрывается. Продержавшись некоторое время под водой, Декстеру удаётся выжить. |            |                                                      |                  |                                                |                 |                     |
| 72 | 12         | «Так кончается мир» «This Is the Way the World Ends» | Джон Дал         | Скотт Бак и Венди Уэст                         | 18 декабря 2011 | 2,23                |
| Декстеру удаётся продержаться на обломках лодки, пока его не подбирает какой-то корабль. Батиста заявляет Куинну, что не доверяет ему и больше не желает с ним работать. Трэвис похищает сына Декстера и собирается принести его в жертву. Декстер догадывается о местоположении Трэвиса и спасает сына. Сезон заканчивается тем, что, решив признаться Декстеру в любви, Дебра сама отправляется в заброшенную церковь и становится свидетелем того, как Декстер убивает Трэвиса. |            |                                                      |                  |                                                |                 |                     |

## Реакция
Согласно Metacritic, шестой сезон «Декстера» получил "в основном положительные отзывы" с рейтингом 63/100 на основе 10 отзывов ведущих критиков. Он, однако, является сезоном с самым низким рейтингом на сайте, и единственный, у которого рейтинг ниже 70.